# 瓦尔让迪米纳斯
瓦尔让迪米纳斯是巴西米纳斯吉拉斯州的一个市镇。总面积652.789平方公里，总人口5993人，人口密度9.2人/平方公里。